# Lomaptera mycterophalloides
Lomaptera mycterophalloides är en skalbaggsart som beskrevs av Neervoort Van de poll 1886. Lomaptera mycterophalloides ingår i släktet Lomaptera och familjen Cetoniidae. Inga underarter finns listade i Catalogue of Life.